# Železniki
Železniki este un oraș din comuna Železniki, Slovenia, cu o populație de 3.156 de locuitori.